# Scoliopteryx unilinea
Scoliopteryx unilinea är en fjärilsart som beskrevs av Barend J. Lempke 1949. Scoliopteryx unilinea ingår i släktet Scoliopteryx och familjen nattflyn. Inga underarter finns listade.